# Figulus hoplocnemus
Figulus hoplocnemus es una especie de coleóptero de la familia Lucanidae.

## Distribución geográfica
Habita en Nueva guinea.